# ケメロヴォ
ケメロヴォ（ロシア語: Кемерово, Kemerovo）は、ロシア連邦の都市。シベリア連邦管区に含まれるケメロヴォ州の州都。人口は55万7119人（2021年）。

## 概要
ケメロヴォはモスクワから東に3,482km。ノヴォシビルスクの北東に位置し、トム川に臨む。
シベリア鉄道の支線が通り、石炭産業（ラスパドスカヤ社など）、化学工業や肥料製造、製造業などが盛んな重要な工業都市。ソビエト連邦の解体後は、工業生産が激減し、失業率が高くなっている。市街地の南方にケメロヴォ国際空港がある。

## 歴史
1657年にトムスクからクズネツク要塞への中継地点として建設された。1701年にトム川左岸にシチェグロヴォと呼ばれた集落が形成される。1859年には、現在のケメロヴォの場所にシチェグロヴォ村、ケメロヴォ村を含む7つの村があった。1721年に石炭が発見される。1907年に最初の炭鉱が、また、1916年には化学工場が建設された。1917年のシチェグロヴォ村の人口は約4,000人。
鉄道の開通により急激に発展し、シチェグロヴォは1918年にシチェグロフスク市として登録される。ケメロヴォ村はその一部となった。1932年、シチェグロフスクはケメロヴォと改称され、1943年にケメロヴォ州の州都となった。
第二次世界大戦後、ケメロヴォに第503収容地区（ラーゲリ）が設置されて、シベリア抑留の対象となった日本人捕虜が収容された歴史がある。

## 教育
ケメロヴォ国立大学、クズバス国立工科大学、ケメロヴォ医科大学、ケメロヴォ芸術大学、ケメロヴォ農業大学がある。

## 気候
1月の平均気温は-18度、7月の平均気温は20度。年間の平均降水量は420mmであり、
- 真夏の気温：18～32℃（64～90℉）
- 真冬の気温：－18～－32℃（－0～－26℉）

となっている。
夏でもそれほど暑くないといわれているが、1953年7月1日に最高気温37℃（99℉）を記録している（1947年10月からの統計）。しかし、1976年以降は35℃（95.0℉）以上を記録したことはなく、厳しい暑さに見舞われることは多くない。

## 姉妹都市
ケメロヴォは以下の都市と姉妹都市提携を結んでいる。
- ビリングス（アメリカ合衆国モンタナ州）
- シャルゴータルヤーン（ハンガリー）

## 人物
ケメロヴォ出身、又は関係の人物
- エヴゲーニイ・グリシコヴェツ - 作家

## 事件・事故
2018年3月25日、市内のボウリング場などを含む複合商業施設で大規模な火災が発生。消防設備や従業員の行動の不備も重なり、子供41人を含む64人が死亡する惨事となった。火災を受けて同年4月1日、州知事が責任を取る形で辞任している。
大気汚染が深刻化する傾向にあったが、2019年には市内で、大気中に放出された石炭の微粒子により変色した黒い雪が降った。州知事は同年26日、地元の石炭処理工場が原因であり「住民を殺しつつある」として、工場の一時閉鎖を命じた。